# Audru
Audru (em estoniano:  Audru vald) é um município rural estoniano localizado na região de Pärnumaa.